# Friedemann Friese
Friedemann Friese (født 5. juni 1970) er en tysk brætspilsdesigner. Han kendes især for at hans spil (i alt fald på tysk) har navne, der begynder med "F". De fleste spil er udgivet af hans eget selskab 2F-Spiele og har en grøn farvepalette, der matcher Frieses grøntfarvede hår. Spillene er ofte absurde og humørfyldte.

## Spil af Friedemann Friese
- 504 (Stronghold Games) (2015)
- Fremde Federn (eller Copycat) (2F-Spiele) (2012)
- Freitag (eller Friday) (2F-Spiele) (2011)
- Funkenschlag: Fabrikmanager (Power Grid: Factory Manager) (2F-Spiele) (2009)
- Die 3 Gebote (eller The 3 Commandments) (med Gordon Lamont og Fraser Lamont) (Rio Grande Games, Bewitched) (2008)
- Fauna (Huch & Friends) (2008)
- Filou - Die Katze im Sack (eller Felix: The Cat in the Sack) (2007)
- Monstermaler (med Marcel-André Casasola Merkle & Andrea Meyer) (2F-Spiele, Bewitched Spiele, Casasola) (2006)
- Fürchterliche Feinde (Formidable Foes) (2F-Spiele) (2006)
- Fiji (2F-Spiele) (2006)
- Fiese Freunde Fette Feten (med Marcel-André Casasola Merkle) (2F-Spiele) (2005)
- Funkenschlag (2F-Spiele) (eller Power Grid - Rio Grande Games) (2004)
- Finstere Flure (Fearsome Floors) (2F-Spiele) (2003)
- Fische Fluppen Frikadellen (2F-Spiele)
- Falsche FuFFziger (2F-Spiele)
- Flickwerk (2F-Spiele)
- Foppen (2F-Spiele)
- Friesematenten (2F-Spiele)
- Frisch Fisch (2F-Spiele) (eller Fresh Fish - Plenary Games)
- Frisch Fleisch (2F-Spiele)
- Fundstücke (2F-Spiele)
- Ludoviel (med Hartmut Kommerell, Thorsten Gimmler, Andrea Meyer og Martina Hellmich) (Tagungshaus Drübberholz)
- Paparazzo (med Wolfgang Panning) (Abacus)
- Schwarzarbeit (med Andrea Meyer) (Bewitched)
- Wucherer (2F-Spiele) (eller LandLord - Abacus / Rio Grande Games)

## Eksterne links
- Friedemann Friese Arkiveret 7. november 2008 hos  Wayback Machine   at BoardGameGeek
- 2F-Spiele Arkiveret 4. november 2015 hos  Wayback Machine